# Gonzalo Bertranou

a Compétitions nationales et continentales officielles uniquement.

b Matchs officiels uniquement.
Dernière mise à jour le 18 décembre 2024.
Gonzalo Bertranou, né le 31 décembre 1993 à Mendoza (Argentine), est un joueur de rugby à XV international argentin évoluant au poste de demi de mêlée.

## Carrière

### En club
Gonzalo Bertranou commence sa carrière en 2011 avec le club amateur de Los Tordos qui dispute le Tournoi del Oeste.
En 2016, il rejoint la franchise des Jaguares qui vient de rejoindre le Super Rugby. Il joue son premier match le 26 février 2016 contre les Cheetahs. Lors de ses premières saisons avec cette équipe, il est la doublure de joueurs comme Tomás Cubelli ou Martín Landajo, avant de devenir le titulaire au poste de demi de mêlée lors de la saison 2018,. Lors de la saison 2019, il se blesse à l'épaule lors du premier match de la saison, ce qui lui fait manquer l'intégralité de la saison.
Plus tard en 2019, il dispute également la Currie Cup First Division avec les Jaguares XV (réserve des Jaguares), et remporte la compétition, bien qu'il ne dispute pas les phases finles.
En février 2021, après l'exclusion des Jaguares du Super Rugby, il rejoint la province galloise des Dragons en Pro14 pour un contrat portant jusqu'à la fin de la saison en cours. Auteur de performances convaincantes, il prolonge son contrat pour une saison supplémentaire en mai 2021. À la fin de la saison suivante, alors qu'il est devenu un cadre de l'équipe, qui évolue désormais en United Rugby Championship, il prolonge à nouveau son contrat pour une durée non-connue.

### En équipe nationale
Gonzalo Bertranou est sélectionné pour la première fois avec l'équipe d'Argentine en mai 2015, et obtient sa première cape internationale le 23 mai 2015 à l’occasion d’un test-match contre l'équipe du Paraguay à Asuncion.
Après cette première cape, il joue avec l'équipe nationale réserve d'Argentine (Argentine XV), disputant l'Americas Rugby Championship, ainsi que le Americas Pacific Challenge, entre 2015 et 2017.
Il fait son retour avec la sélection nationale en 2017, et devient le titulaire au poste de demi de mêlée en 2018.
En 2019, il perd sa place en sélection à la suite de sa blessure à l'épaule subie en club. En conséquence, il n'est initialement pas retenu pour disputer la Coupe du monde au Japon, mais il est finalement appelé en cours de compétition en remplacement de Tomás Cubelli blessé. Il dispute une rencontre lors de la compétition, contre les États-Unis, marquant un essai à cette occasion.

## Palmarès

### En club
- Finaliste du Super Rugby en 2019 avec les Jaguares.
- Vainqueur de la Currie Cup First Division en 2019 avec les Jaguares XV.

## Statistiques
Au 6 janvier 2023, Gonzalo Bertranou compte 60 capes en équipe d'Argentine, dont 29 en tant que titulaire, depuis le 23 mai 2015 contre l'équipe du Paraguay à Asuncion. Il a 6 quatre essais (30 points). 
Il participe à six éditions du Rugby Championship, en 2017, 2018, 2019, 2020, 2021 et 2022. Il dispute vingt-deux rencontres dans cette compétition.